# Балино (Тренто)
Балино (итал. Ballino) је насеље у Италији у округу Тренто, региону Трентино-Јужни Тирол.
Према процени из 2011. у насељу је живело 87 становника. Насеље се налази на надморској висини од 755 м.